# Колючие цеполы
Колючие цеполы, или акантоцеполы
(лат. Acanthocepola), — род морских лучепёрых рыб из семейства цеполовых (Cepolidae).

## Описание
Тело тонкое, удлиненное, сильно сжатое с боков, постепенно заостряется к хвосту. Туловище короткое. Голова сжатая с боков, тупая, очень короткая. Рот конечный, косой. Рыло очень короткое. Зубы тонкие, длинные. Жаберные отверстия широкие. Спинной и анальный плавники длинные. Спинной плавник начинается на затылке, анальный — несколько позади основания грудного плавника — оба плавника сливаются с хвостовым. Грудные плавники короткие. Хвостовой плавник редуцирован. Окраска ярко-красная.

## Ареал
Тихий океан.

## Биология
Донные рыбы. Живут в норах. В укрытиях проводят день и становятся активными с наступлением сумерек. Питается преимущественно мелкими планктонными ракообразными.

## Классификация
На апрель 2019 года в род включают 4 вида:
- Acanthocepola abbreviata (Valenciennes, 1835)
- Acanthocepola indica (F. Day, 1888) — Индийская акантоцепола[1]
- Acanthocepola krusensternii (Temminck & Schlegel, 1845) — Акантоцепола Крузенштерна, или жёлтая акантоцепола, или цепола Крузенштерна
- Acanthocepola limbata (Valenciennes, 1835) — Пятнистая цепола, или колючая цепола